# 争取社会主义运动党
争取社会主义运动党（西班牙語：Partido del Movimiento al Socialismo，缩写为P-MAS）是巴拉圭的一个左翼政党。该党成立于2006年5月1日。该党的意识形态是社会主义、马克思主义。该党的主席是卡米洛·苏亚雷斯。该党的总部位于亚松森。该党是圣保罗论坛的成员。该党曾加入玻利瓦尔人民大会。